# Charles Bourseul
Charles Bourseul (Bruxelles, 28 aprile 1829 – Saint-Céré, 23 novembre 1912) è stato un inventore francese.

## Biografia
Bourseul nacque a Bruxelles, in Belgio, ed cresciuto a Douai, in Francia. Suo padre era un ufficiale dell'esercito francese. Charles lavorò per l'azienda telegrafista come ingegnere civile e meccanico. Apportò miglioramenti al sistema telegrafico di L. F. Breguet (un costruttore di strumenti francese) e Samuel F. B. Morse. Charles Bourseul sperimentò la trasmissione elettrica della voce umana e sviluppò un microfono elettromagnetico, ma il suo ricevitore telefonico non fu in grado di convertire la corrente elettrica in suoni vocali umani chiari.
Nel 1854 Bourseul scrisse un memorandum sulla trasmissione della voce umana da correnti elettriche che fu pubblicato per la prima volta in una rivista, L'Illustration (Parigi). È più o meno nello stesso periodo in cui Meucci affermò in seguito di aver creato il suo primo tentativo di telefono in Italia.